# Lijst van burgemeesters van Nijmegen
Dit is een lijst van burgemeesters van de Nederlandse gemeente Nijmegen in de provincie Gelderland. Van 1803 tot 1824 was er sprake van een driehoofdig burgemeesterschap. Vanaf 1824 kende Nijmegen het enkelvoudige burgemeesterschap.
| Ambtsperiode | Naam burgemeester                | Naam burgemeester        | Naam burgemeester      | Partij of stroming | Bijzonderheden          |
| ------------ | -------------------------------- | ------------------------ | ---------------------- | ------------------ | ----------------------- |
| 1803 - 1805  | mr. J.M. Singendonck             | Hendrick Hoogers         | Willem Slingervoet     |                    |                         |
| 1805 - 1806  | Hendrick Hoogers                 | Johannes Wilhelmus Pels  |                        |                    |                         |
| 1806 - 1807  | mr. J.M. Singendonck             |                          |                        |                    |                         |
| 1807 - 1808  | Hendrik Willem Rappard           | Jan Adriaan Scheers      |                        |                    |                         |
| 1808 - 1810  | J.E. Sanders van Well            |                          |                        |                    | maire genoemd           |
| 1810 - 1811  | J.E. Sanders van Well            | Otto baron van Randwijck |                        |                    | maire genoemd           |
| 1812 - 1815  | Otto baron van Randwijck         |                          |                        |                    | eerst maire genoemd     |
| 1816 - 1824  | Mr. Arend François van den Steen | Otto baron van Randwijck | Paulus baron Straalman |                    | Van Randwijkck tot 1817 |

| Ambtsperiode | Naam burgemeester                                                | Partij of stroming | Bijzonderheden                                                 |
| ------------ | ---------------------------------------------------------------- | ------------------ | -------------------------------------------------------------- |
| 1824 - 1830  | Mr. Arend François van den Steen                                 |                    |                                                                |
| 1830 - 1837  | Jhr.mr. D.R.J. (Dirk Reinhard Johan) van Lijnden                 |                    |                                                                |
| 1837 - 1874  | Mr. F.P. (François Pierre) Bijleveld (1797-1878)                 |                    | Vader van P.C. Bijleveld.                                      |
| 1875 - 1898  | Mr. P.C. (Pieter Claude) Bijleveld (1828-1898)                   |                    | Voorheen burgemeester van Zaltbommel. Zoon van F.P. Bijleveld. |
| 1898 - 1929  | F.M.A. (Franciscus Maria Amandus) van Schaeck Mathon (1853-1931) |                    | Katholiek. Hiervoor burgemeester van Bergen op Zoom.           |
| 1929 - 1942  | J.A.H. Steinweg                                                  | RKSP               |                                                                |
| 1942 - 1943  | Mr. P.I.J.M. (Petrus Ignatius Josephus Maria) van der Velden     | RKSP               | waarnemend                                                     |
| 1943 - 1944  | M. (Marius) van Lokhorst                                         | NSB                |                                                                |
| 1944 - 1944  | Mr. P.I.J.M. van der Velden                                      | RKSP               | tijdelijk                                                      |
| 1945 - 1967  | C.M.J.H. Hustinx                                                 | RKSP/KVP           |                                                                |
| 1967 - 1978  | Mr. T.M.J. de Graaf                                              | KVP                |                                                                |
| 1978 - 1987  | F.J. Hermsen                                                     | CDA                |                                                                |
| 1987 - 1989  | Drs. C.I. Dales                                                  | PvdA               |                                                                |
| 1990 - 2000  | Mr. E.M. d'Hondt                                                 | PvdA               |                                                                |
| 2000 - 2001  | J. Tettero                                                       | CDA                | waarnemend                                                     |
| 2001 - 2007  | Dr. G. ter Horst                                                 | PvdA               |                                                                |
| 2007 - 2012  | Mr. Th.C. de Graaf                                               | D66                |                                                                |
| 2012         | Drs. W.J.A. Dijkstra                                             | PvdA               | waarnemend                                                     |
| 2012 - heden | Drs. H.M.F. Bruls                                                | CDA                |                                                                |